# أبو بكر باشا اللقمجي
أبو بكر باشا اللقمجي سياسي عثماني شغل منصب والي مصر منذ حتى .